# Patata transgènica
La patata transgènica és un organisme modificat genèticament que va estar autoritzat per l'Agència Europea de Seguretat Alimentària, l'any 2007 per al seu ús industrial, ja que la modificació genètica incrementa el seu contingut en amilopectina, per tal de produir midó però no productes per a l'alimentació humana tot i que sí en pinsos. Només podran cultivar-la els agricultors que tinguin un contracte amb l'empresa obtenidora BASF.
La tramitació va estar molt controvertida i en el cas de la patata transgènica va durar 8 anys. Després que la Unió Europea només va donar permís per a la comercialització de nous organismes modificats genèticament però no el seu cultiu. La Comissió Europea el dia 2 de març del 2010 va aprovar un permís per a cultivar-la a Europa. Fins ara només estava permès el cultiu a Europa d'un blat de moro modificat genèticament tot i que es comercialitzava un gran nombre de productes alimentaris modificats genèticament.
Concretament ha estat autoritzada la varietat coneguda com a Amflora.
Aquesta patata transgènica s'ha desenvolupat per incrementar el percentatge en amilopectina amb relació a l'amilosa, que algunes organitzacions no governamentals consideren que poden ser perillosos per la medicina humana. Tot i que la Unió Europea ho descarta